# Tameichi Hara
Tameichi Hara (原 為一 Hara Tameichi?,  16 de octubre de 1900-10 de octubre de 1980) fue un capitán japonés de la Armada Imperial Japonesa durante la Segunda Guerra Mundial. Autor del manual de ataque con torpedos de la Armada Imperial, se distinguió por su habilidad, especialmente con ataques con torpedos y combates nocturnos.

## Biografía
Descendiente de samuráis, el status de su familia estaba reducido a casi la indigencia, contando con una pequeña extensión de tierras para practicar una agricultura de subsistencia. Sin embargo, consiguió destacarse en los estudios y graduarse en 1921 en la Academia Naval Imperial de Etajima, siendo el número 49.º de su promoción.
En 1932, Hara fue asignado como instructor de guerra de superficie y escribió un manual de ataque con torpedos que fue aceptado como doctrina oficial.

### Segunda Guerra Mundial
Al inicio de la Segunda Guerra Mundial comandaba el destructor Amatsukaze, pero durante la mayor parte del conflicto fue comandante de un escuadrón de destructores, a bordo del Shigure. Sus teorías fueron aplicadas por primera vez en la batalla naval de Guadalcanal, donde el 13 de noviembre de 1942 hundió al destructor estadounidense USS Barton.
A lo largo de las diversas batallas navales que jalonaron la guerra, consiguió que su nave nunca fuera hundida, pero su suerte cambió en 1945. Tras un nuevo ascenso, y comandando un crucero ligero, el Yahagi, era parte de la escolta del acorazado Yamato durante la Operación Ten-Gō, donde finalmente resultó hundido por un ataque aéreo masivo.
Sus memorias fueron traducidas, y debido a su neutral punto de vista, son consideradas como una referencia desde el lado japonés de la Segunda Guerra Mundial.

### Vida posterior y memorias
En la posguerra de Hara comandó barcos mercantes que transportaban sal. Hara fue el único capitán destructor de IJN al comienzo de la Segunda Guerra Mundial que sobrevivió a la guerra. Esto lo dejó como el único testigo sobreviviente de varias reuniones y conferencias importantes que relató en sus memorias. Las memorias de Hara se tradujeron al inglés y al francés y se convirtieron en una referencia importante para la perspectiva japonesa para los historiadores que escriben sobre la Campaña del Pacífico de la Segunda Guerra Mundial. En sus memorias, Hara se opone al suicidio obligatorio como doctrina oficial, que vio como una violación de los valores del bushido. Sus doctrinas personales demuestran por qué sobrevivió a la guerra y los japoneses la perdieron: eran inflexibles, y él no.
Sus doctrinas eran: "Nunca hagas lo mismo dos veces" y "Si te golpea alto, entonces lo golpea bajo; si te golpea bajo y luego lo golpea alto", este último también era una máxima de Douglas MacArthur. Hara critica a sus superiores por usar tácticas de caballería para pelear batallas navales; nunca entender las implicaciones del poder aéreo; dividiendo sus fuerzas frente a las fuerzas enemigas de fuerza desconocida; basando las tácticas en lo que pensaban que haría su enemigo; no apreciar la velocidad con la que el enemigo podría desarrollar nuevas armas y aceptar una guerra de desgaste con un enemigo más capaz de mantenerla.

## Memorias
- Hara, Tameichi (1961). Japanese Destroyer Captain. New York & Toronto: Ballantine Books. ISBN 0-345-27894-1.